# Bauladu
Bauladu là một đô thị ở tỉnh Oristano trong vùng Sardinia, có khoảng cách khoảng 100 km về phía tây bắc của Cagliari và cách khoảng 15 km về phía đông bắc của Oristano. Tại thời điểm ngày 31 tháng 12 năm 2004, đô thị này có dân số 732 người và diện tích là 24,2 km².
Bauladu giáp các đô thị: Bonarcado, Milis, Paulilatino, Solarussa, Tramatza.